# 钢结构
钢结构也稱作鋼骨，英文簡稱SC（steel construction），指使用钢材质的构件承受荷载的建築结构形式，通常由垂直的钢柱和水平的工字钢以矩形网格的方式組成骨架，以支撑建筑物的楼层、屋顶和墙体。SC技術使得摩天大楼的建造成为可能。

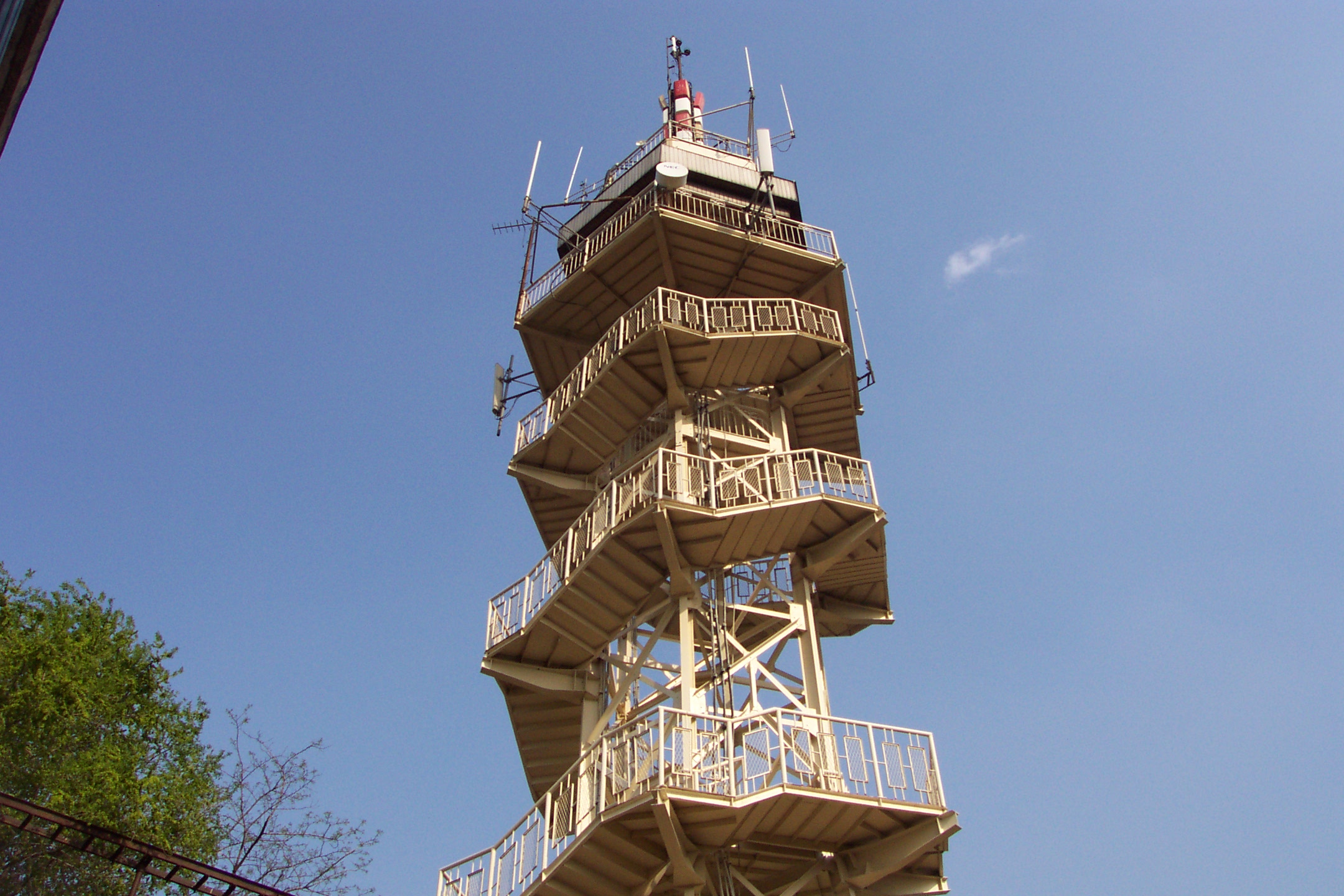
钢结构塔架

## 应用
主要用于工业厂房、大跨度结构、高耸结构、多高层民用建筑、承受动力荷载和抗震要求较高的结构、板壳结构、可拆卸的结构、轻型钢结构、和钢筋混凝土的组合结构等。

## 特点

### 优点
- 钢材强度高，塑性韧性好
- 自重轻
- 材质均匀，与力学模型较吻合
- 制作简便，施工工期短
- 密闭性好，适合做容器
- 空間及使用坪數比較 SRC及SC的鋼材強度高，構件尺寸較混凝土小，樓層可以有比較大的淨高，也因為鋼柱尺寸相對小，實際使用樓板面積較多，鋼材也可以支撐較大的柱間距離，使室內有較寬敞視野。

### 缺点
- 耐腐蚀性差
- 耐热但不耐火（摄氏600度以上失去承载能力）
- 在低温等条件下，可能发生脆性断裂
- SC骨架較為修長，受到地震、風力作用時，都有一定程度的擺動，對於較敏感的使用者，會有暈眩的不適感，不過，目前相當流行的斜撐制震設置的鋼骨大樓可以改善以上的困擾。
- SC結構的房子隔音效果會比較差。
- SC[SS]造價成本比RC水泥結構的高。比SRC的造價低。

## 结构型材
- 钢板
- 型钢
  - 角钢
  - 工字钢
    - 普通工字钢
    - 轻型工字钢
    - H型钢

  - 槽钢
    - 普通槽钢
    - 轻型槽钢

  - 钢管
- 冷弯薄壁型钢

## 连接方法
- 焊接
- 螺栓连接
- 铆钉连接

## 标准规范
中华人民共和国
- 《钢结构设计规范》GB 50017-2003
- 《冷弯薄壁型钢结构技术规范》GB 50018-2002
- 《门式刚架轻型房屋钢结构技术规程》CECS 102:2002
- 《网架结构设计与施工规程》JGJ 7-91
- 《型钢混凝土组合结构技术规程》JGJ 138-2001
- 《钢结构结构施工质量验收规范》GB 50205-2001
- 《钢结构工程施工规范》GB 50755-2012

中華民國
- 《鋼構造建築物鋼結構施工規範》內政部96.7.5台內營字第0960803500號